# Peucetia pawani
Peucetia pawani là một loài nhện trong họ Oxyopidae.
Loài này thuộc chi Peucetia. Peucetia pawani được Pawan U. Gajbe miêu tả năm 1999.